# De Gun
De Gun (ook: Ter Ghonne) is de naam van een voormalig kasteel te Swolgen, tegenwoordig hoeve Gunhof en gelegen aan de Kasteelweg 5 in de buurtschap Gun.
In 1321 werd dit kasteeltje voor het eerst vermeld. Toen droeg ene 
Siger van Broekhuizen zijn huis Ter Ghonne op aan zijn leenheer, de heer van Heinsberg. Een honderdtal jaren later was ene Hendrik van Mierlaer (Meerlo) de eigenaar.
Omstreeks 1860 werd het kasteeltje gesloopt en werd de huidige hoeve gebouwd. Dit geschiedde door de toenmalige eigenaar Karel Reinold Bernegau. De hoeve omvat een statig vierkant woonhuis en de diverse bedrijfsgebouwen die om een binnenplaats zijn gegroepeerd. Vanaf 1874 tot op heden (2017) is de hoeve eigendom van de familie Rieter. In 2004 werd de Gunhof ingericht als groepsaccommodatie.